# Дауи Тенга Ума
Дауи Тенга Ума (Дауи Галах; др.‑ирл. Dauí Tenga Uma, Dauí Galach; погиб в 502) — король Коннахта (482—502) из рода Уи Бриуйн.

## Биография
Дауи Тенга Ума был самым младшим из двадцати четырёх сыновей родоначальника Уи Бриуйн Бриона. Его дедом был верховный король Ирландии Эохайд Мугмедон.
Согласно преданиям, Дауи был обращён в христианство святым Патриком. Старший сын Бриона, Эйхен, отказался от встречи с «апостолом Ирландии». Его примеру последовали и другие сыновья Бриона. Только один из них, Дауи, выразил святому своё огромное уважение и был тем крещён. За это Дауи Тенга Ума получил от Патрика пророчество о том, что он и его потомки будут править Коннахтом. Позднее святой Патрик вместе с двенадцатью епископами присутствовал на состоявшейся в Карн Фраойхе (современном Карнфри) церемонии возведения Дауи на коннахтский престол. Этим было положено начало многовековой традиции церковного освящения новых королей Коннахта.
В связи с отсутствием в источниках достаточного числа сведений о истории Коннахта V—VI веков, существуют затруднения в составлении точно датированной цепи преемственности монархов этого королевства. Несмотря на это, Дауи Тенга Ума является первым из коннахтских королей, даты правления которого точно устанавливаются по историческим источникам. Согласно различным средневековым спискам королей, содержащимся, в том числе, в трактате «Laud Synchronisms» и «Лейнстерской книге», предшественником Дауи Тенга Ума на престоле Коннахта был его двоюродный племянник верховный король Ирландии Айлиль Молт. После его гибели в 482 году престол Тары, сакральной резиденции верховных королей Ирландии, перешёл к Лугайду мак Лоэгайри, а Коннахт достался Дауи. Сообщается, что Дауи правил этим королевством девятнадцать или двадцать лет. В некоторых списках монархов Коннахта и в «Поэме о христианских королях Коннахта» преемником Айлиля Молта назван Дауи Галах, которого современные историки считают одним лицом с королём Дауи Тенга Умой.
О правлении короля Дауи известно очень немного. Даже в одном из наиболее ранних житий святого Патрика, написанном в конце VII века коннахтцем Тиреханом, не упоминается имени этого монарха. Лишь на основании описания обстоятельств смерти Дауи в ирландских анналах историки предполагают, что этот правитель пытался расширить свои владения за счёт земель своих западных соседей.
Согласно данным анналов, в самом начале VI века между Дауи Тенга Умой и его зятем, королём Айлеха Муйрхертахом мак Эркой, началась война. Причиной конфликта стало пленение королём Коннахта своего брата Эохайда Тирмхарны, несмотря на то, что король Муйрхертах обещал тому обеспечить его неприкосновенность. Анналы подчёркивают, что решающую роль в разжигании войны сыграла собственная дочь Дауи, супруга Муйрхертаха королева Дуйнсех. В ходе войны коннахтцы и айлехцы четырежды вступали в сражения друг с другом. В последней из этих битв, произошедшей в 502 году около современного Сегайса на реке Бойл, Дауи Тенга Ума погиб.
Хотя Дауи имел нескольких сыновей (в том числе, Эогана Срема, Сенаха и Эрнина), ни один из них так и не сумел взойти на коннахтский престол, доставшийся внуку Айлиля Молта Эогану Белу. Первым из потомков Дауи, кто вновь смог стать правителем Коннахта, был его праправнук Эху Тирмхарна.